# Рев II
Рев II (груз. რევ II) — принц из династии Хосроидов, соправитель своего отца Мириана III, первого христианского правителя Грузии. Профессор Кирилл Туманов предполагает 345—361 годы как период их совместного правления.
Согласно средневековым грузинским хроникам, у Рева был удел в Уджарма в восточной провинции Кахетия. Он женился на Саломее, дочери царя Армении Тиридата III; согласно же армянской традиции, Саломея была женой его отца Мириана.
Предполагаемый первый сын Рева по имени Саурмаг, не известный грузинской исторической традиции, затем сменил Мириана в 361 году. Его второй сын, Трдат, известный из грузинских хроник, правил в Иберии с ок. с 394 по 406.